# Catocala coloradensis
Catocala coloradensis är en fjärilsart som beskrevs av William Beutenmüller 1903. Catocala coloradensis ingår i släktet Catocala och familjen nattflyn. Inga underarter finns listade i Catalogue of Life.